# Lijst van volksvertegenwoordigers tijdens het Tweede Franse Keizerrijk

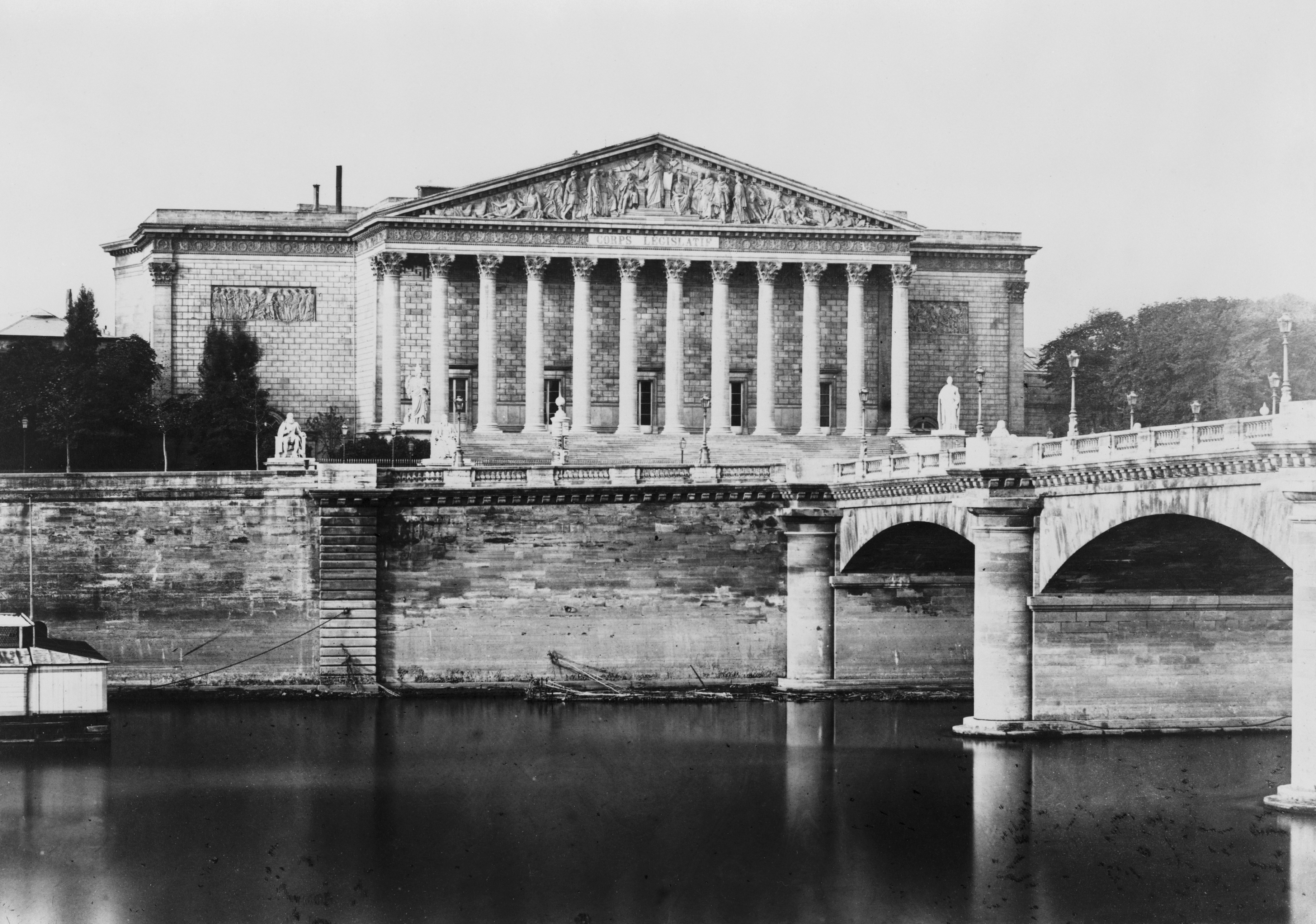
Het Palais Bourbon ten tijde van het Tweede Franse Keizerrijk (Second Empire). Hier zetelde het Wetgevend Lichaam.

Deze lijst van volksvertegenwoordigers tijdens het Tweede Franse Keizerrijk geeft aan wie als volksvertegenwoordiger zetelde in het Wetgevend Lichaam tussen 1852 en 1870.
Geen enkele volksvertegenwoordiger was een vrouw.
De 620 volksvertegenwoordigers die Frankrijk kende gedurende het Tweede Franse Keizerrijk behoorde meestal tot de bonapartisten. Er werden slechts enkele oppositiekandidaten verkozen vanwege het kiessysteem met officiële kandidaten, die door het regime werden gesteund, en het zodanig indelen van de kiesomschrijvingen dat het gewicht van stemmen in de steden inperkte.
Verkiezingen voor het Wetgevend Lichaam volden plaats:
- in 1852;
- in 1857;
- in 1863;
- en in 1869.

## A
- Séverin Paul Abbatucci
- Louis André Alengry
- Constant Allart
- Arthur Alquier
- Jules Ancel
- Édouard André

- Ernest André
- Jean André
- Maurice Andrieu
- Emmanuel Arago
- Désiré Argence
- Félix d'Arjuzon

- Lucien Arman
- Joseph Arnaud
- Louis Auvray
- Jacques d'Ayguesvives
- Séverin Aylies
- Jules Aymé de la Herlière

## B
- Henry Baboin
- Francisque Balaÿ
- Jules Balaÿ
- François-Désiré Bancel
- Numa Baragnon
- Henry Barbet
- Ernest Baroche
- Philippe Octave Amédée de Barral
- François-Sophie-Alexandre Barrillon
- Jules Barthélemy-Saint-Hilaire
- Anatole Bartholoni
- Raymond Bastid
- Joseph Baudelot
- Évariste Bavoux
- Marc de Beauvau-Craon
- Adolphe de Belleyme
- Jean Belliard
- Louis Belmontet
- Victor Louis de Benoist
- Adrien-Théodore Benoît-Champy
- Pierre-Léon Bérard de Chazelles
- Louis Bérard-Blay
- François Eugène Berger
- Pierre-Antoine Berryer
- François-Gabriel Bertrand

- Laurent Bertrand
- Paul Louis Gabriel Bethmont
- Jean Bidault
- Théophile Bigrel
- Adolphe Billault
- Jean-Martial Bineau
- Antoine Birotteau
- Ernest de Blosseville
- Alexandre Bodin
- Charles Boduin
- Ernest de Boigne
- Théodore Bois de Mouzilly
- Eugène Bois-Viel
- Jean-Gabriel de Boissy d'Anglas
- Édouard Boittelle
- Jean Baptiste Alexandre de Bosredon
- Gustave Boucaumont
- Pierre-Christophe Régis Bouchetal-Laroche
- Louis Auguste Boudet
- Guillaume Boudin de Tromelin
- Robert Constant Bouhier de L'Écluse
- Philippe Boullé
- Olivier Bourbeau
- Charles de Bourcier de Villers
- Auguste Bourgoin

- Philippe La Beaume de Bourgoing
- Pierre-Henri-Dieudonné Bourlon
- Calixte Bournat
- Émile Bourrée de Corberon
- Ernest de Bouteiller
- Henri Boutelier
- François Bouvier d'Yvoire
- Eugène-Anne-Adolphe de Boyer de Castanet de Tauriac
- Jules Brame
- François Bravay
- Louis de Briançon-Vachon de Belmont
- Gustave Adolphe Briot de Monrémy
- Gustave Brochant de Villiers
- Charles Brohyer de Littinère
- Prosper-Claude-Ignace-Constant Brugière de Barante
- Vivant-Jean Brunet-Denon
- Eugène de Bryas
- Gustave Bucher de Chauvigné
- Louis Buffet
- Augustin Buisson
- Henri Buquet
- Julien-Henri Busson-Billault

## C
- Auguste Cabias
- Eugène Auguste de Caffarelli
- Adrien-Charles Calley Saint-Paul
- Adrien Calmètes
- Pierre Calvet-Rognat
- Charles de Calvière
- Étienne de Cambacérès
- Louis de Cambacérès
- Edmond Canaple
- Edmond de Carayon-Latour
- Alphonse de Cardevac d'Havrincourt
- Hippolyte Carnot
- Ernest Louis Carré-Kérisouet
- Nicolas Henri Carteret
- Paul Caruel de Saint-Martin
- Bernard-Adolphe Granier de Cassagnac
- Louis-Paul Cavelier de Cuverville
- Mathieu Cazelles
- Jean Chabanon
- Félix Chadenet
- Antoine de Chapuys de Montlaville

- Louis Chagot
- Gustave Gaspard Chaix d'Est-Ange
- Joseph Dominique Aldebert de Chambrun
- Raoul Charlemagne
- Louis-Victor Charlier
- Prosper de Chasseloup-Laubat
- Hippolyte Chauchard
- Odon de Chaumont-Quitry
- Camille Chauvin de Lénardière
- Paul de Chazot
- Charles Chesnelong
- Auguste Chevalier
- Eugène Chevandier de Valdrome
- Jean-Henri Chevreau
- Horace de Choiseul-Praslin
- Emmanuel Choque
- Luc Christophle
- Justinien Nicolas Clary
- Alfred de Clebsattel
- Prosper-Abbeville Tillette de Mautort de Clermont-Tonnerre

- Adolphe Cochery
- Henri de Coëtnempren de Kersaint
- Louis-Armand-Alexandre Cœuret de Nesle
- Napoléon-Joseph de Colbert-Chabanais
- Edme Collot
- Henri Conneau
- Amédée Conseil
- Alfred Eugène Cordier de Montreuil
- Pierre Alexis Corneille
- Pierre Rémy Corneille
- Joseph-Alfred Cornudet des Chaumettes
- Charles Corta
- Cosme Cosserat
- Jacques Coste-Floret
- Louis Marie du Couëdic
- André Creuzet
- Armand de Crussol
- Gustave Curé
- Léonce Curnier

## D
- François Dabeaux
- Gustave Daguilhon-Pujol
- Pierre Daguilhon-Pujol
- Édouard Dalloz
- Pierre Albert de Dalmas
- Pierre-Charles Dambry
- Aymé-Stanislas Darblay
- Alfred Darimon
- Jean-Marie Darracq
- Napoléon Daru
- François Dautheville
- Pierre Dauzat-Dembarrère
- Louis David-Deschamps
- Ferdinand Benjamin David
- Jean David
- Jérôme David
- Hervé de Caulaincourt
- Louis-Michel Illide de Veau de Robiac
- Albert Debrotonne
- Claude Dechastelus
- Louis Dein
- Édouard Delamarre
- Théodore-Casimir Delamarre

- Adolphe Delapalme
- François Charles Delavau
- Germain Delebecque
- Jean Deltheil
- Auguste Demesnay
- Théodore Denat
- Paul Panon Desbassayns de Richemont
- Louis-Joseph Descat
- Laurent Descours
- Alfred Deseilligny
- Amédée Desjobert
- Gilbert Desmaroux de Gaulmin
- Joseph-Marie Desmars
- François-Philibert Dessaignes
- Louis Desseaux
- François Jules Devinck
- Adolphe Devoize
- Henry Didier
- Camille Dollfus
- Pierre-Frédéric Dorian
- Alexandre Douesnel-Dubosq
- Émile-Auguste Doumet

- Ernest Dréolle
- Antoine Joseph Drouot
- Édouard Drouyn de Lhuys
- Ernest-Eugène Duboys
- Adrien Duchesne de Gillevoisin
- Édouard Jean Marie Duclos
- Henri Dugas
- Henri-Joseph Dugué de La Fauconnerie
- Pascal Duguet
- Alphonse Michon-Dumarais
- Ernest Charles Jean-Baptiste Dumas
- Joseph Duplan
- Charles Dupont
- Paul Dupont
- Henri Dupuy de Lôme
- Justin Durand
- Guillaume de Duranti-Concressault
- Henri Louis Marie de Durfort-Civrac
- Antoine Simon Durrieu
- Thomas Dusolier
- Clément Duvernois
- René Charles Duvivier

## E
- Eugène Eschassériaux
- Robert d'Escorches de Sainte-Croix
- Alphonse Esquiros

- Jean-Hippolyte Esquirou de Parieu
- Louis Charles Estancelin

- Marie Reimbold d'Estourmel
- Jean-Baptiste Etcheverry

## F
- Auguste Fabre
- Charles de Fages
- Victor Faugier
- Pascal Joseph Faure
- François Favart
- Ferdinand Favre
- Jules Favre

- Jules Ferry
- Maurice de Flavigny
- Anselme François Fleury
- Adolphe Flocard de Mépieu
- Adolphe de Forcade Laroquette
- Jean-Baptiste Fortoul
- Edmond Fouché-Lepelletier

- Adolphe-Ernest Fould
- Édouard Fould
- Gustave Fould
- Paul-Philémon Fouquet
- Auguste-Antoine de Fourment
- Charles De France d'Hésecques
- Louis Frémy

## G
- Wladimir Gagneur
- Léon Gambetta
- Eugène Gareau
- Louis-Antoine Garnier-Pagès
- Auguste Fidel Amand Marie Garnier
- Maurice Désiré Garnier
- Armand Gaultier de La Guistière (1825-1893)
- Armand Gaultier de La Guistière (1791-1856)
- Sampiero Gavini
- Alexandre de Geiger
- Nicolas Géliot
- Ernest Gellibert des Seguins
- Nicolas-Prosper Gellibert des Seguins
- Claude Victor Louis Stanislas Genton
- Henri Germain
- Jules Gévelot

- Jean Girault
- Édouard Girod de l'Ain
- François Girot-Pouzol
- Louis Girou de Buzareingues
- Jean Gisclard
- Alexandre Glais-Bizoin
- Auguste Godard d'Aucour de Plancy
- Charles Godard d'Aucour de Plancy
- Hippolyte Godard-Desmarest
- Alexandre Godart de Juvigny
- Jacques Goërg
- Augustin Gorsse
- Raymond Gorsse
- Alexandre Goüin
- Napoléon Gourgaud
- Alfred de Gouy d'Arsy

- Ferdinand de Grammont
- Edmond Gressier
- Jules Grévy
- Amédée Greyfié de Bellecombe
- Alphonse Grollier
- Aimé Philippe Gros
- Ernest-Henri de Grouchy
- Adolphe Georges Guéroult
- Amédée Guesclin de Beynaguet de Pennautier
- Théodore Guigue de Moreton de Chabrillan
- Jacques Guillaumin
- Adhémar de Guilloutet
- Léonce de Guiraud
- Augustin Guyard-Delalain
- Antoine-Léonce Guyot-Montpayroux

## H
- Alphonse-Alfred Haentjens
- Antoine Halligon
- Eugène d'Halwin de Piennes
- Victor Du Hamel
- René Louis Hamoir
- Justin Haudos

- Léonor-Joseph Havin
- Ernest-André-Marie-Constant Hébert
- Pierre-François Hennocque
- Jacques-Louis Hénon
- François Hervé de Saint-Germain
- Charles d'Houdetot

- Frédéric-Christophe d'Houdetot
- Georges Houssard
- Charles Huc
- Georges Huchet de La Bédoyère
- Albert Huet

## I
- Félix Imbaud de La Rivoire de La Tourrette

## J
- Jules Jacquot d'Andelarre
- Élie Janvier de La Motte
- Charles Alfred de Janzé
- Léopold Javal
- César Joannis de Verclos

- Nathaniel Johnston
- Jean-Pierre Joliot
- François Jollivet de Castelot
- Jean-Baptiste Josseau

- Jacques Louis Jourdain
- Paul de Jouvencel
- Léon de Jouvenel
- Achille Jubinal

## K
- Émile Keller
- Émile de Kératry

- Hervé de Kergorlay
- Maximilien de Koenigswarter

- Charles Kolb-Bernard

## L
- Bonaventure de Chantérac
- Charles de La Monneraye
- Joseph Édouard de La Motte-Rouge
- Olivier de La Poëze
- Jules Labat
- Louis Henri Hippolyte Lacave
- Albert Lacroix-Saint-Pierre
- Augustin Lacroix
- Eugène de Ladoucette
- Charles François Laffite
- Joseph Lafon de Cayx
- Guy Lafond de Saint-Mur
- Prosper de Lagrange
- Frédéric Lagrange
- Arthur de La Guéronnière
- Félix Lambrecht
- Jacques Langlais
- Victor Lanjuinais
- Jacques Séraphin Lanquetin
- Marie-Denis Larabit
- Jean-Edmond Laroche-Joubert
- Raymond Larrabure
- Amédée Larrieu
- Barthélémy de Las Cases

- Eugène Lasnonnier
- Pierre-Célestin Latour-Dumoulin
- César de Faÿ de La Tour-Maubourg
- Jules Laugier de Chartrouse Meifren
- Henri-Gabriel-Marie Le Bègue de Germiny
- Gustave Le Borgne de La Tour
- François Le Calvez
- Séverin Le Duff de Mésonan
- Claude Jean-Marie Le Gorrec
- François Le Harivel
- Léopold Le Hon
- Joseph Le Mélorel de La Haichois
- Honoré-Joseph-Octave Le Peletier d'Aunay
- Félix Le Sergeant de Monnecove
- Eugène Casimir Lebreton
- Jules Leclerc d'Osmonville
- Eugène Lecomte
- Louis-Thomas Leconte
- Stanislas Lédier
- Eugène Jean-Baptiste Charles Lefébure
- Léon Lefébure
- Narcisse Lefebvre-Hermant
- Antonin Lefèvre-Pontalis

- Pierre Legrand
- Charles Lejoindre
- Louis Francisque Lélut
- Théodore-Eugène Lemaire
- Henri Lemaire
- Anatole Lemercier
- Jean-Baptiste Lemercier
- Louis-Gustave Adolphe Lemercier de Maisoncelle-Vertille de Richemont
- Félix Lequien
- Alphonse Leret d'Aubigny
- Charles Le Roux
- Pierre Leroy-Beaulieu
- Aimé Lescoat de Kervéguen
- Jules Lescuyer d'Attainville
- François de Lespérut
- Paul-Louis de Leusse
- Charles Levavasseur
- Stéphen Liégeard
- Jean-Baptiste-Charlemagne Louis-Bazile
- Charles Louvet
- Louis Lubonis
- Louis Henri François de Luzy-Pelissac

## M
- Alexandre Macdonald
- Armand de Mackau
- Joseph Magnin
- François Malausséna
- François Malézieux
- Ernest Mame
- Lucien Mangini
- Guillaume Félix Alphonse Marey-Monge
- Louis-Thomas Mariani
- Pierre Marie de Saint-Georges
- Joseph Marion de Faverges
- Alfred de Marmier
- Firmin Marrast
- Louis Martel

- François Massabiau
- Victor Masséna
- Adrien Mathieu
- Auguste Mathieu
- Hyacinthe Maublanc de Chiseuil
- Memmie-Rose de Maupas
- Jacques Mège
- Jacques Mercier
- Thomas Louis Mercier
- Werner de Merode
- Jacques Félix Meslin
- Jules Migeon
- Jean-Baptiste Millet
- Claude Millon

- Fernand Monier de La Sizeranne
- Paul Ange Henri Monier de La Sizeranne
- François Marie Monjaret de Kerjégu
- Auguste Monnin-Japy
- Charles de Montalembert
- Michel Montané
- Jean-Baptiste Alexandre Montaudon
- François Montigny de Jaucourt
- Stéphane Mony
- Édouard de Morgan
- Théodore Morin
- Charles de Morny
- Joachim Joseph André Murat

## N
- Antoine de Noailles
- Charles-Philippe-Henri de Noailles
- Henri Nogent-Saint-Laurens

- Jérôme-Paul de Nompère de Champagny
- Napoléon Marie de Nompère de Champagny
- Pierre Normand

- Armand Noualhier
- Raymond Noubel
- Auguste Nougarède de Fayet

## O
- Patrice O'Quin
- Émile Ollivier

- Édouard Ordinaire
- Rodolphe d'Ornano

- Jules Ouvrard

## P
- Jules Pagézy
- Ferdinand Palluel
- Paul Pamard
- Louis Parmentier
- Antoine de Partouneaux
- Charles Joseph du Pasquier de Dommartin
- Jean Patras de Campaigno
- Charles-Pierre-Paul Paulmier
- Eugène Pelletan
- Émile Pereire
- Eugène Pereire
- Isaac Pereire
- Jacques Philippe Pérouse

- Armand de Perpessac
- Hippolyte Perras
- Jacques Marie Perret
- Charles Perrier
- Benjamin-Pierre Perrot
- Armand-Isidore-Sylvain Petiet
- Auguste-Louis Petiet
- Auguste Edmond Petit de Beauverger
- Guillaume Pierre François Petit
- Pons Peyruc
- Eugène Peyrusse
- Ernest Picard
- Vincent Piccioni

- Jules-Henri-Joseph Pieron-Leroy
- Joseph de Pierre
- Stéphane de Pierres
- Louis Édouard Piette
- Alexandre Pinart
- Hippolyte Pissard
- Oscar Planat
- Raymond Planté
- Ignace Plichon
- Emmanuel Jean Pontgérard
- Jules Joseph Portalis
- Augustin Pouyer-Quertier
- Adrien Joseph Prax-Paris

## Q
- Henri Quesné

- Arthur de Quinemont

## R
- Paul Rambourg
- Amant de Rambourgt
- Germain Rampont
- Jean-Baptiste Randoing
- François-Vincent Raspail
- Louis-Félix-Dieudonné de Ravinel
- Xavier Louis Réguis
- Gustave-Charles-Prosper Reille
- René Reille
- Antoine de Reinach-Hirtzbach
- Jules Reiset
- Bernard Remacle
- Amédée Renée
- Alfred Renouard de Bussière

- Fortuné Renouard
- Édouard Réveil
- Antoine Richard de Montjoyeux
- Maurice Richard (politicus)
- Jules François Riché
- Roger-Adrien de Riencourt
- Émile Rigaud
- Louis Riondel
- Louis-Evariste Robert de Beauchamp
- Louis-Antoine de Robin de Barbentane
- Henri de Rochechouart de Mortemart
- René de Rochechouart de Mortemart
- Henri Rochefort
- Arnaud Rogé

- Ernest Roguet
- Henri Armand Rolle
- Barthélemy de Romeuf
- Paul-Auguste Roques-Salvaza
- Alexandre Elisabeth de Rosnyvinen de Piré
- Alexandre des Rotours
- Robert Eugène des Rotours
- Alexandre Roubier d'Hérambault
- Henri Charles Roulleaux Dugage
- Théophile Roussel
- Charles Pierre Rouxin
- Pierre Roy de Loulay
- Casimir Royer
- Francisque Rudel du Miral

## S
- Hélie de Saint-Hermine
- Charles Sallandrouze de Lamornaix
- Étienne Sapey
- Eugène Ier Schneider
- Jean-Henri Schyler
- Esprit-Adolphe Segrétain
- Alexis Segris

- Edgar de Ségur-Lamoignon
- Myrtil-Joseph Sénéca
- Édouard Sens
- Charles Seydoux
- Prosper Joseph Sibuet
- Joseph François Simon
- Jules Simon

- Jean-Marie Georges Girard de Soubeyran
- Pierre Marie Soullié
- Hippolyte de Souzy de Charpin-Feugerolles
- François-Frédéric Steenackers
- Auguste Stiévenart-Béthune
- Napoléon Suchet

## T
- Pierre Albert Tachard
- Timoléon Auguste Sydney Taillefer
- Paulin Talabot
- Auguste de Talhouët-Roy
- Charles Tascher de La Pagerie
- Pierre Tassin
- Joannès Terme

- Marcel Tesnière
- Germain Thibaut
- Théodore Thiérion
- Adolphe Thiers
- Jean-Baptiste Thieullen
- Charles Célestin Joseph Thoinnet de la Turmelière
- Alexis Thomas-Kercado

- Edmond de Tillancourt
- Michel Tixier
- Lionel de Toulongeon
- Victor Travot
- Charles du Trémolet de Lacheisserie
- Charles Tron

## V
- Félix Varin d'Ainvelle
- Alfred de Vast-Vimeux
- Charles de Vast-Vimeux
- Abel Vautier
- Charles de Veauce
- Jean-Thomas Vendre

- Charles-Léon de Verdelhan des Molles
- Théodore Michel Vernier
- Louis-Désiré Véron
- Louis René Viard
- Juvénal Viellard
- Eugène Vignat

- Antonin Vilcocq
- Aimé Raphaël Villedieu de Torcy
- Nicolas William Wladimir Villedieu de Torcy
- Ernest Geoffroy de Villeneuve
- Nicolas Vincent de Lormet
- Jean-Simon Voruz

## W
- Léon-Marie Wartelle d'Herlincourt
- Aimable Wattebled
- Samuel Welles de Lavalette

- Charles de Wendel
- Édouard Werlé

- Auguste-César West
- Daniel Wilson

## Y
- Marc-Antoine-César Yon de Jonage

## Z
- François Zorn de Bulach